# 유서진
유서진(1977년 2월 19일 ~ )은 대한민국의 배우이다.

## 생애
1995년 연극배우 첫 데뷔하였고 이듬해 1996년 MBC 공채 25기 탤런트로 정식 데뷔하였다.

## 학력
- 울릉고등학교 졸업
- 상명대학교 연극학과 학사

## 출연작

### 드라마
- 1996년 MBC 주간드라마 《간이역》
- 1997년 MBC 월화드라마 《의가형제》
- 1997년 MBC 농촌드라마 《전원일기》
- 1997년 MBC 일일연속극 《세 번째 남자》
- 1997년 MBC 월화드라마 《별은 내 가슴에》
- 1997년 MBC 월화드라마 《딸의 선택》
- 1997년 MBC 수목미니시리즈 《내가 사는 이유》
- 1997년 MBC 주말연속극 《예스터데이》
- 1997년 MBC 주말연속극 《그대 그리고 나》
- 1997년 MBC 수목미니시리즈 《영웅신화》
- 1998년 MBC 청춘시트콤 《남자 셋 여자 셋》
- 1998년 MBC 일요아침드라마 《사랑밖엔 난 몰라》
- 1998년 MBC 일일연속극 《보고 또 보고》
- 1998년 MBC 수목미니시리즈 《수줍은 연인》
- 1998년 MBC 토요시트콤 《아니 벌써》
- 2000년 MBC 주간시트콤 《시트콤 세 친구》 ... 박상면의 교제녀 유서진 역으로 특별출연
- 2001년 SBS 아침연속극《이별 없는 아침》 ... 이지혜 역
- 2002년 MBC 아침드라마 《내 이름은 공주》 ... 최금영 역
- 2003년 SBS 청춘드라마 《스무살》 ... 민서연 역
- 2005년 SBS 주말 특별기획 《그린 로즈》 ... 홍 대리 역
- 2006년 SBS 금요드라마 《나도야 간다》 ... 효숙 역
- 2007년 MBC 일일연속극 《나쁜 여자 착한 여자》 ... 이소영 역
- 2008년 KBS2 대하드라마 《대왕 세종》 ... 세자빈 김씨 역
- 2008년 SBS 드라마스페셜 《온에어》 ... PD 윤현수 역
- 2008년 SBS 주말극장 《유리의 성》 ... 김준희 역
- 2009년 KBS2 대하드라마 《천추태후》
- 2010년 SBS 미니시리즈 《오! 마이 레이디》 ... 이복님 역
- 2010년 EBS 어린이드라마 《마주보며 웃어》 ... 지영모 역
- 2010년 SBS 주말 특별기획 《시크릿 가든》 ... 김주원의 주치의, 박지현 역
- 2012년 SBS 주말극장 《맛있는 인생》 ... 최신영 역
- 2014년 tvN 아침드라마 《가족의 비밀》 ... 마홍주 역
- 2017년 JTBC 금토드라마 《품위있는 그녀》 ... 차기옥 역
- 2017년 SBS 드라마스페셜 《이판사판》 ... 명수진 역
- 2018년 KBS2 저녁일일드라마《인형의 집》 ... 김효정 역
- 2018년 SBS 특별기획 《착한마녀전》 ... 민수현 역
- 2019년 tvN 수목드라마 《검색어를 입력하세요 WWW》 ... 나인경 역
- 2019년 채널A 금토드라마 《평일 오후 세시의 연인》 ... 김빛나 역
- 2019년 SBS 금요드라마 《힙합왕 - 나스나길》 ... 방향숙 역
- 2021년 네이버TV 웹드라마 《그래서 나는 안티팬과 결혼했다》 ... 잡지사 편집장 역

### 영화
- 《백프로》 (2014년) ... 안나 역
- 《종합병원 The Movie 천일동안》 (2000년) ... 정 간호사 역
- 《F20》 (2021년) ... 정원 역
- 《더 킬러: 죽어도 되는 아이》 (2022년)

### 연극
- 《약한 자의 슬픔》 ... 엘리자베스 역(주인공)

### 뮤지컬
- 《그리스》 ... 샌디 역(주인공)

### 방송
- 2000년 SBS 《좋은 예감 즐거운 TV》
- 2002년 KBS2 《TV는 사랑을 싣고》